# 1999 في المغرب
تحتوي هذه المقالة على أهم الأحداث التي شهدتها المغرب في عام 1999، إضافة إلى أهم الشخصيات المغربية المولودة والمتوفية في هذه السنة.

## الحكم
- الملك: الحسن الثاني (الحسن الثاني حكم 6 أشهر من سنة 1999) ومحمد السادس
- رئيس الحكومة: عبد الرحمن اليوسفي
- وزيرالداخلية: إدريس البصري وأحمد الميداوي

### تولى في المنصب
- 23 يوليو – محمد السادس بن الحسن ملك المغرب.

### انتهاء فترة المنصب
- 23 يوليو –المرحوم الحسن الثاني بن محمد ملك المغرب.[1]

## الأحداث
- يوليوز 1999 - تم تعيين السيد حسن أوريد كأول ناطق رسمي باسم القصر الملكي في المملكة المغربية.

## رياضة
- فاز الرجاء البيضاوي بــ البطولة - الدوري المغربي لكرة القدم 1998–1999.
- فاز نادي الجيش الملكي بــ كأس العرش 1999.

## الكتب
من الكتب التي صدرت هذه السنة في المغرب:
- كتاب – السجينة من تأليف: مليكة أوفقير.
- كتاب – «في البدء كانت السياسة إشكالية التأصيل للنهضة والديمقراطية في المجتمع المغربي»، من تأليف: عبد المجيد الصغير.
- كتاب – «التحديث في الفكر المغربي المعاصر»، من تأليف: عبد السلام حيمر.
- كتاب – «مسارات التحول السوسيولوجي في المغرب»، من تأليف: عبد السلام حيمر.
- كتاب – «المغرب في مواجهة الحداثة»، من تأليف: محمد سبيلا.
- كتاب – «المغرب في العصر الوسيط»، من تأليف: محمد زنيبر.

## أفلام
- الهاوية (فيلم)
- هواجس بعد منتصف الليل
- مبروك (فيلم)
- كيد النساء (فيلم)
- فيها الملح والسكر أو مبغاتش تموت 1

## مسلسلات
- حب المزاح (مسلسل)
- المصابون (مسلسل مغربي)
- من دار لدار (مسلسل) (الموسم الثالث سنة 1999).

## جوائز
- فاز الأديب المغربي سعيد علوش بــ جائزة الملك فيصل العالمية في اللغة العربية والأدب.

## مواليد
- 7 فبراير - إدريس خالد، لاعب كرة قدم فرنسي من أصول مغربية.

## وفيات

### يناير
- 1 يناير – إدريس السلاوي (مواليد 1926) سياسي مغربي.

### يوليو

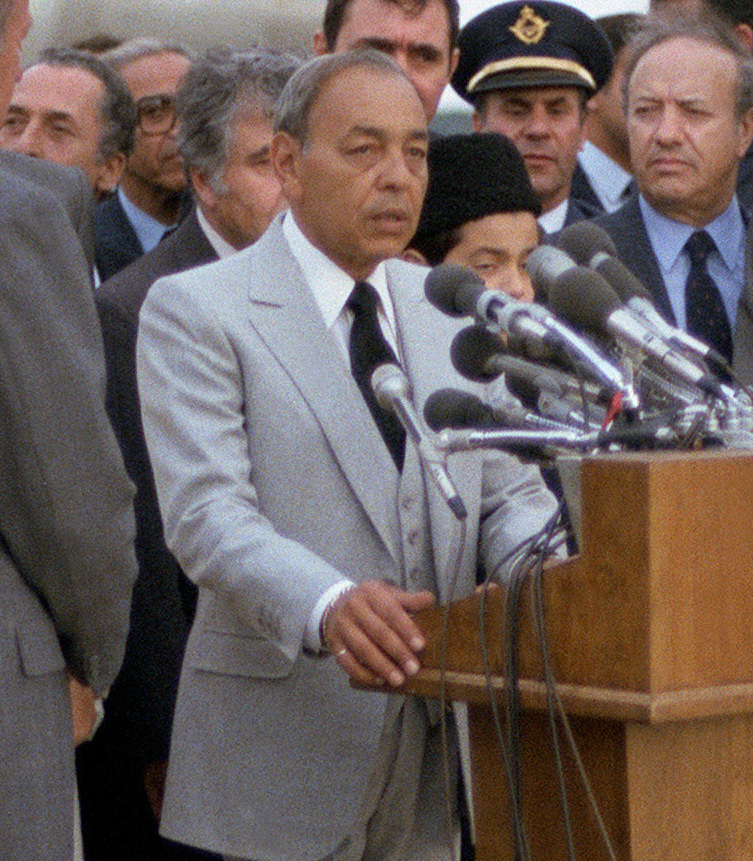
الملك الحسن الثاني

- 23 يوليو – الحسن الثاني بن محمد (مواليد 1929) من ملوك المملكة المغربية.

### سبتمبر
- 23 سبتمبر - عبد القادر الراشدي، موسيقار مغربي.

### ديسمبر
- 4 ديسمبر - العياشي بوزكية، (أحد قدماء المحاربين المغاربة الدين شاركوا في الحرب العالمية الثانية).

## وصلات خارجية
- (فيديو): إعلان وفاة الملك الحسن الثاني وانفعال المذيع 1999